# Pavel Boulatsel
Pavel Fiodorovitch Boulatsel (en russe : Па́вел Фёдорович Булаце́ль), né le 29 juin 1867 (11 juillet dans le calendrier grégorien) au domaine de Malaïa Nikolaïevka dans le gouvernement d'Ekaterinoslav et mort fusillé le 18 février 1919 à Pétrograd, est un juriste et avocat russe qui fut également journaliste et soutien de premier plan de l'Union du peuple russe, ayant un point de vue nationaliste à propos du destin de la Russie.

## Biographie
Il naît dans une famille de la noblesse, son grand-père étant colonel du régiment de la cavalerie de la garde et son père, maréchal de la noblesse de l'ouïezd de Slovianoserbsk.
Pavel Boulatsel après avoir été diplômé de l'école impériale de droit de Saint-Pétersbourg, devient avocat et fait aussi des travaux de recherche. Il collabore à plusieurs journaux comme La Lumière («Свет»), La Gazette juridique («Юридическая газета»), ou Russie («Россия»). C'est un membre actif des mouvements monarchistes et l'un des fondateurs de l'Union du peuple russe, membre de son conseil supérieur (1905-1907). Il est membre du parti de l'Assemblée russe (à partir de 1904), parti monarchiste de droite, et membre du conseil de l'Assemblée russe (1908-1917). Il est rédacteur du journal Le Drapeau russe («Русское знамя»).
Il est reçu en décembre 1905 avec d'autres membres de l'Union du peuple russe par Nicolas II et prononce un discours devant l'empereur, déclarant entre autres: « Comme la lumière du jour est odieuse aux taupes, l'autocratie est odieuse aux ennemis de la Russie. Cela les affaiblit, et donc les agace. Ils comprennent que tant que l'autocratie existe, la Russie ne se désintégrera pas d'ici là ! Ne croyez pas, sire, celui qui est mis en avant par les francs-maçons et qui ne compte que sur les étrangers ! Appuyez-vous sur le peuple russe, et les portes de l'enfer ne prévaudront pas contre le souverain russe, entouré de son peuple »,. L'heure est à la régénération de la patrie après la défaite face au Japon.

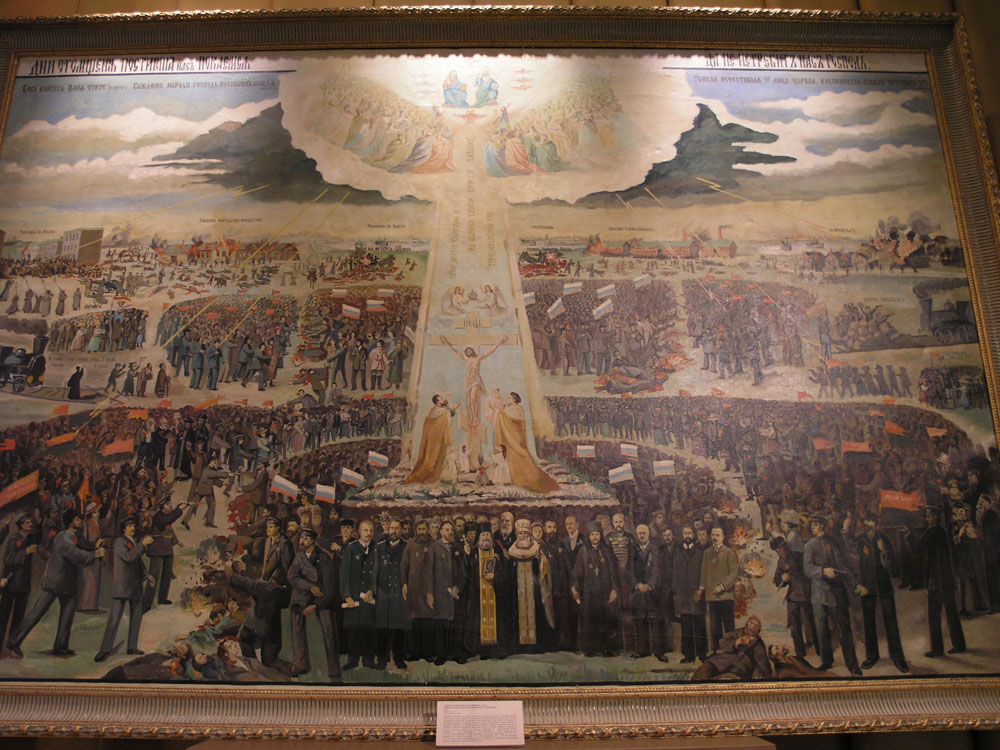
Tableau intitulé: Les jours de vengeance nous ont dépassés ... repentons-nous, que le Seigneur ne nous détruise pas (1905-1907), attribué à Apollon Maïkov (il s'est représenté dans ce tableau). Musée d'État d'histoire des religions. De la main de l'auteur, l'on peut lire: Désormais, à l'instar des anges, les principaux fondateurs de l'Union du peuple russe protègent le pouvoir du tsar des démons: 1 — l'higoumène Arsène; 2 — le protoiéreï Jean de Cronstadt; 3 — Alexandre Doubrovine; 4 — Ivan Baranov; 5 — Vladimir Pourichkevitch; 6 — Nikolaï Oznobichine; 7 — Vladimir Gringmut; 8 — le prince Alexandre Chtcherbatov; 9 — Pavel Boulatsel; 10 — Rostislav Tregoubov; 11 — Nikolaï Jedenov; 12 — Nikolaï Bolchakov; 13 — le père Sergueï Troufanov (Iliodor). Les livres saints disent que lorsque les gens se sont tournés vers l'idolâtrie, Dieu les a détruits.

Il est l'un des fondateurs avec Apollon Maïkov de l'Union du peuple russe («Союз русского народа») en 1905.
En tant que célèbre avocat, Boulatsev prend la défense de plusieurs membres d'organisations monarchistes, notamment des Cent-Noirs. Il en est ainsi en 1909 au procès de l'affaire du pogrom de Tomsk (1905).
Il est membre du conseil d'administration de l'Union de la presse russe de droite, président du département d'Ekaterinoslav de l'Union du peuple russe, membre de l'Union populaire russe de saint Michel-Archange (dont il est expulsé en 1916 pour des opinions germanophiles). En effet, il s'est opposé aux demandes britanniques de faire comparaître l'empereur Guillaume II pour crimes de guerre. Boulatsev est également membre de la Société panrusse de l'instruction publique Philarète.
Il a été plusieurs fois candidats à la Douma d'État, mais n'a jamais réussi à se faire élire député. Il fonde en 1915 la revue Le Citoyen russe («Российский гражданин»).
Après la révolution de février 1917, il met fin à sa carrière politique, l'empire s'étant écroulé, et il s'installe dans son domaine près de Slavianoserbsk. Il demeure en Russie après la révolution d'octobre 1917; mais il est arrêté le 29 septembre 1918 et détenu en otage. Il croupit pendant quatre mois et demi en prison. Cependant comme il n'avait plus pris part à la vie politique après la révolution de février, les tchékistes ne peuvent l'accuser d'activités contre-révolutionnaires; mais il est accusé d'avoir « travaillé autrefois pour des organisations monarchistes ». Il est fusillé le 18 février 1919 à Pétrograd.
Il était l'époux d'Elsa Avgoustovna Vitaskoda (1877-1917), fille d'un dentiste de Riga,. Ses archives sont conservées aux archives historiques d'État de Russie (n° de fonds 1621) à Saint-Pétersbourg.

## Œuvres
- Булацель П. Ф., Исследования о самовольной смерти : Ист. очерк филос. воззрений и законодательств о самоубийстве / П.Ф. Булацель. - Ревель : печ. Эстлянд. губ. правл., 1894. - 208, XI с.; 21.
- Булацель П. Ф., Самоубийство с древнейших времен до наших дней. Ист. очерк филос. воззрений и законодательств о самоубийстве. Изд. 2-е. — СПб., 1900
- Булацель П. Ф., Новые пути правосудия // Русское знамя. 1907. 14 янв.
- Булацель П. Ф., Борьба за правду / Павел Булацель. - Санкт-Петербург : [б. и.], 1908-1912. - 24 см. [Т. 1]. - 1908. - VI, III, 338 c.
- Булацель П. Ф., Борьба за правду / Павел Булацель. - Санкт-Петербург : [б. и.], 1908-1912. - 24 см. Т. 2. - 1912. - 152 c., [1] л. портр.
- Булацель П. Ф., Русское Собрание. 1901—1911. Краткий очерк // Вестник Русского Собрания. 1911. N° 5